# 長良川鉄道ナガラ1形気動車
長良川鉄道ナガラ1形気動車 （ながらがわてつどうナガラ1がたきどうしゃ）は、1986年（昭和61年）に10両、1987年（昭和62年）に2両、計12両が製造され、2014年（平成26年）まで使用された長良川鉄道の気動車である。

## 概要
1986年（昭和61年）12月に国鉄越美南線を第三セクター鉄道に転換して開業した長良川鉄道が開業に際して投入した気動車である。前面非貫通、両運転台、トイレなし、ロングシートのナガラ1形12両が富士重工業で製造された。ナガラ300形、ナガラ500形に置き換えられ、1998年（平成10年）から2014年（平成26年）にかけて廃車された。

## 構造

### 車体
富士重工業製のレールバスLE-Car IIをベースとし、1986年（昭和61年）に製造された甘木鉄道AR100形気動車、1987年（昭和62年）に製造された伊勢鉄道イセI型気動車と同タイプである。LE-Carではバスの構体を流用したため車体幅が2,440 mmとなっていたが、1985年（昭和60年）に製造された樽見鉄道ハイモ230-300形気動車から幅広の屋根部品を用意して車体幅が2,700 mmとなり、非貫通型ではバス用を流用していた前面も独自のものに変更された。車体長は15,000 mm、乗務員室は車体中央、客用扉は幅990 mmの折り戸が片側2か所、両車端に設けられた。扉間には中央部に下半分が引き違い式、上半分が固定式の幅1,600 mmの窓6組が、両端に幅820 mmの固定式窓が設けられた。外部塗装は 白をベースに山紫水明の沿線に調和させた橙色、青色のデザインとされた。

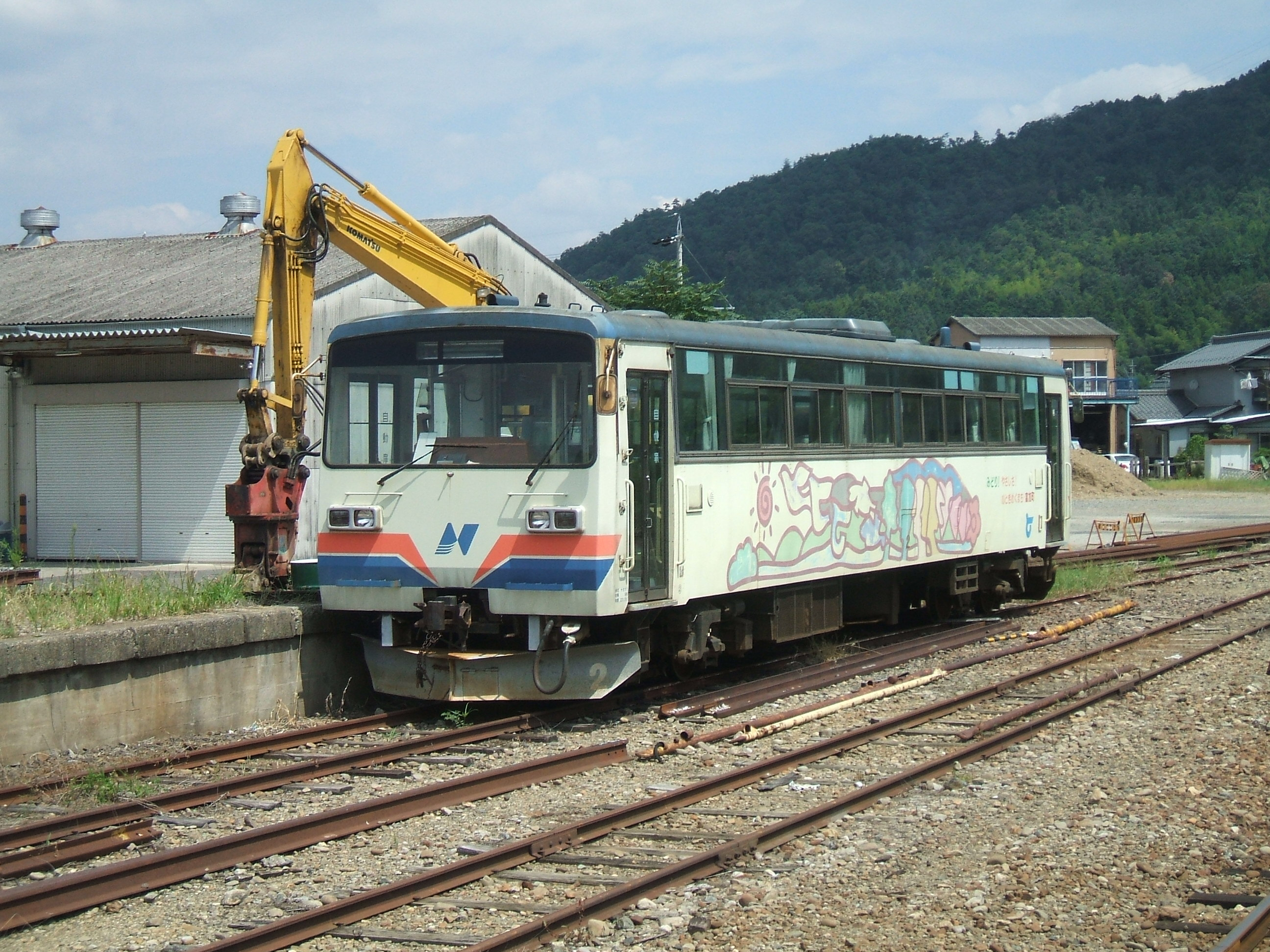
廃車解体のため美濃市駅に留置されていたナガラ2
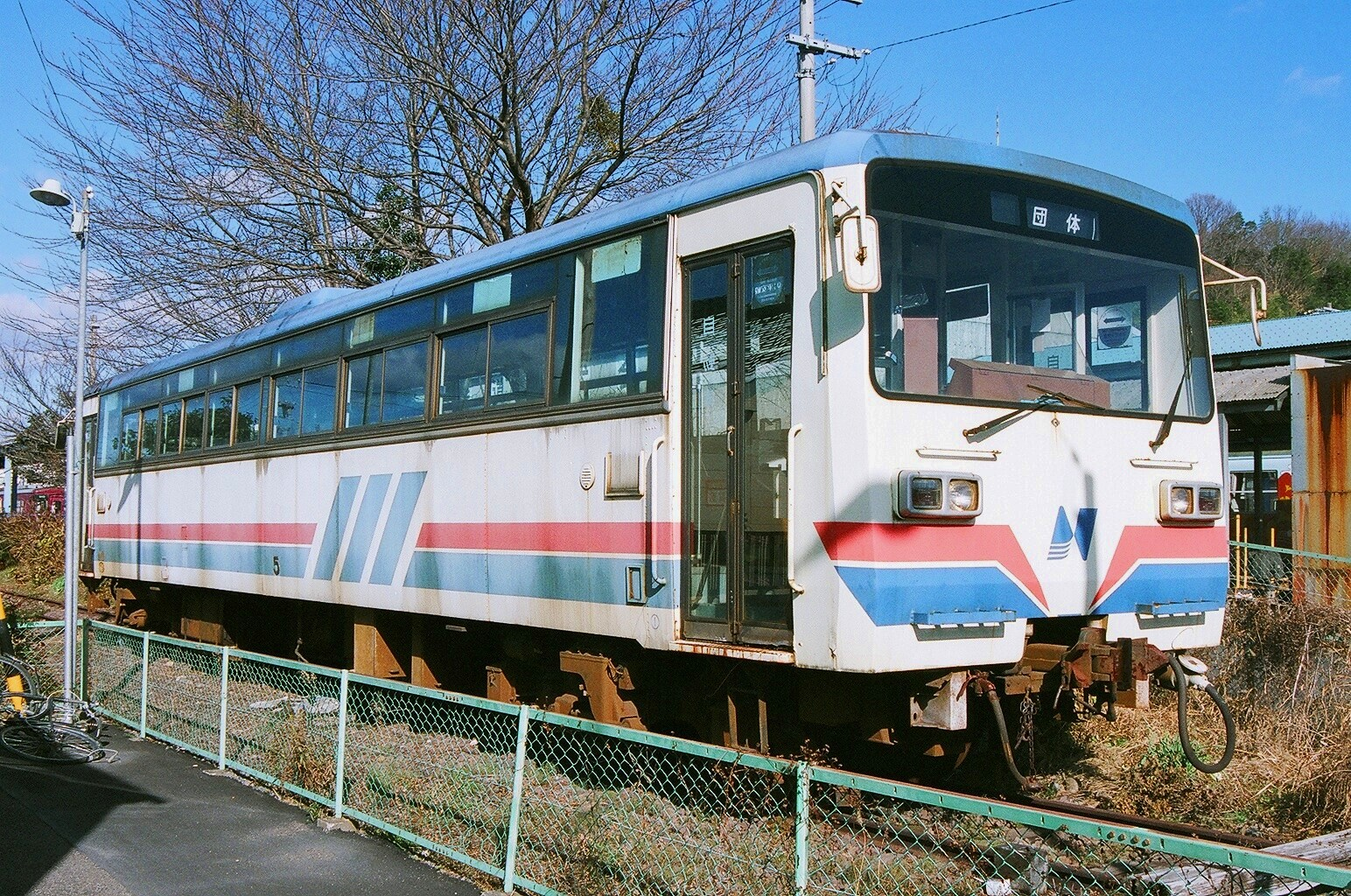
ナガラ5
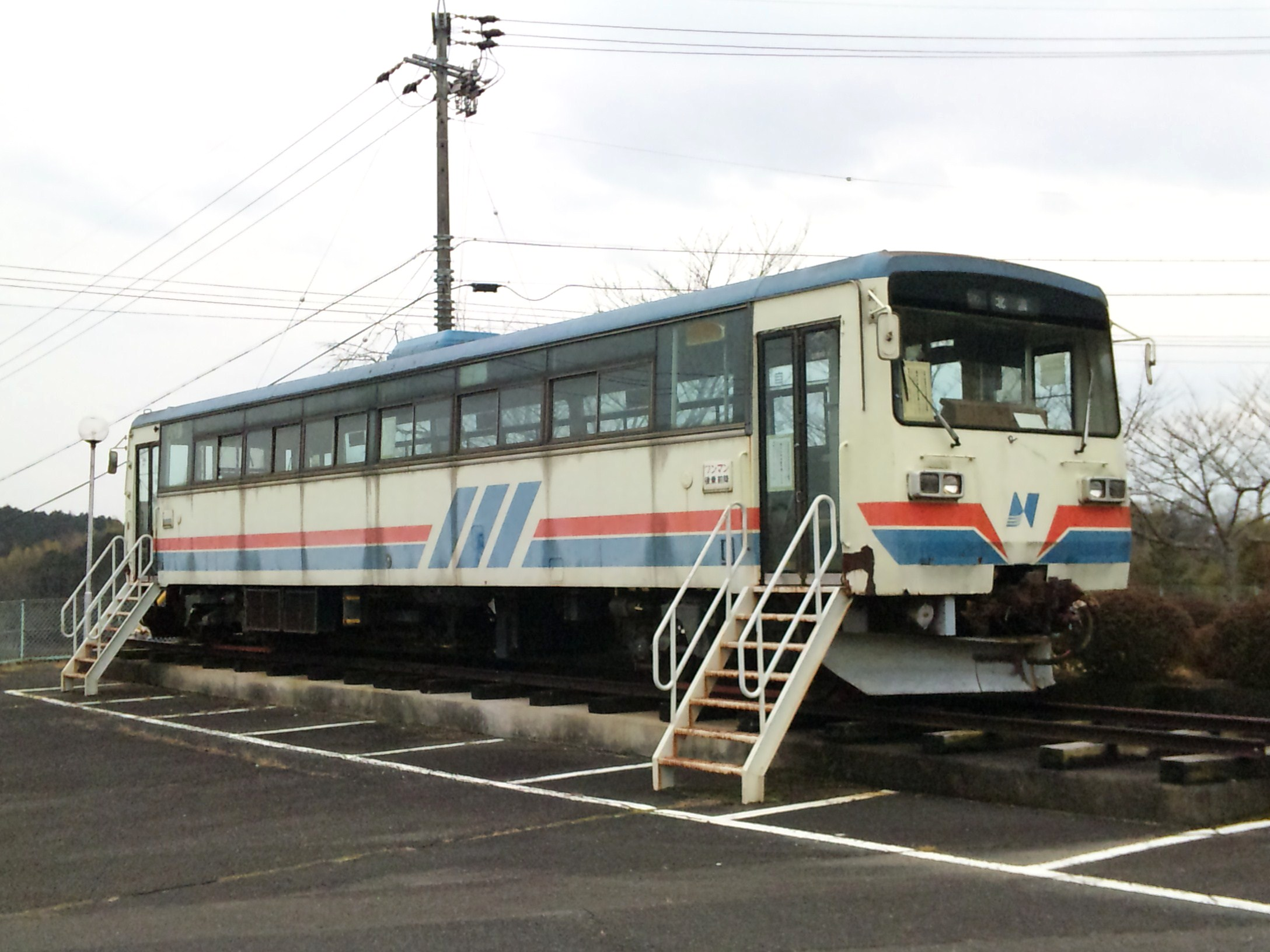
関市内に保存されていたナガラ9

車内はロングシートでトイレは設置されなかった。ワンマン運転用の設備を備えるほか、カラオケ用マイク端子が設けられ、床に畳を敷いてお座敷車両としても使用できた。

### 走行装置

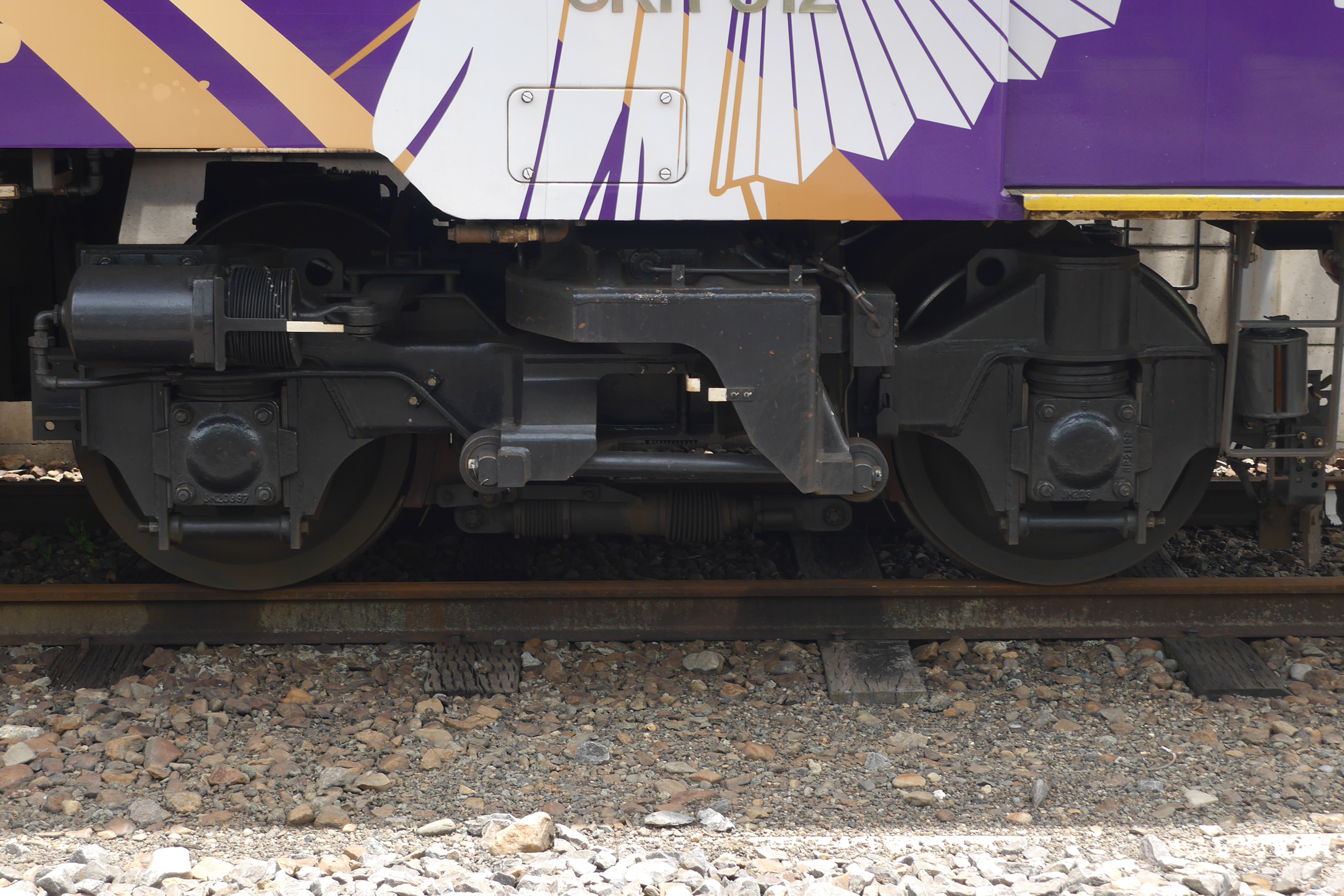
FU34系台車
写真は信楽高原鐵道SKR310形のFU34KD

エンジンは、日産ディーゼル製PE6HT03ディーゼルエンジン（定格出力169 kW / 1,900 rpm）を1基搭載、動力はSCAR0.91A液体変速機を介して台車に伝達される。抑速用として機関ブレーキ、排気ブレーキを備える。前位側台車は2軸駆動の動台車FU34D、後位側は付随台車FU34Tで、いずれも枕ばねが上枕式の空気ばね、軸箱支持は軸ばね式である。制動装置はSME三管式直通ブレーキが採用された。

### 空調装置
暖房装置はエンジン排熱を利用した温風式である。冷房装置はバス用を流用した能力25.6 kW（22,000　kcal/h）のIBCU023が1基搭載された。

## 車歴
| 形式    | 車両番号 | 製造       | 塗装自治体 | 廃車       |
| ------- | -------- | ---------- | ---------- | ---------- |
| ナガラ1 | 1        | 1986年11月 | 美濃加茂市 | 1999年10月 |
| ナガラ1 | 2        | 1986年11月 | 富加町     | 2009年9月  |
| ナガラ1 | 3        | 1986年11月 | -          | 1998年12月 |
| ナガラ1 | 4        | 1986年11月 | -          | 2008年7月  |
| ナガラ1 | 5        | 1986年11月 | -          | 2000年7月  |
| ナガラ1 | 6        | 1986年11月 | 関市       | 2006年度   |
| ナガラ1 | 7        | 1986年11月 | 美濃市     | 2007年5月  |
| ナガラ1 | 8        | 1986年11月 | 美並村     | 1999年11月 |
| ナガラ1 | 9        | 1986年11月 | -          | 1998年12月 |
| ナガラ1 | 10       | 1986年11月 | 八幡町     | 2014年12月 |
| ナガラ1 | 11       | 1987年9月  | 大和町     | 2000年7月  |
| ナガラ1 | 12       | 1987年9月  | 白鳥町     | 2001年9月  |

## 運用
1986年（昭和61年）12月の長良川鉄道開業時には、10両が投入され、国鉄時代の10往復から区間運転を含む42本に倍増する列車が設定された。1987年（昭和62年）9月にダイヤが改正されるのに備えて2両が増備されている。配置12両、使用11両の状態だったため、1994年（平成6年）12月にもう1両が追加されたが、モノコック構造のバスが製造されなくなったことから、鉄道車両としての構造を採用したナガラ2形となっている。開業10年を迎えた1996年（平成8年）から8両の側面が再塗装に伴い一般公募による沿線自治体の広告塗装となった。塗装費用は各自治体が負担している。
その後はナガラ3形に置き換えられる形で1998年（平成10年）、1999年（平成11年）、2000年（平成12年）に各2両、2001年（平成13年）に1両が廃車された。経営難により一時代替計画が中断された後、2006年（平成19年）から2009年（平成21年）にかけて毎年各1両がナガラ500形に置き換えられて廃車された。ナガラ9は廃車後、関市内に保存されたがのちに解体されている。最後に残ったナガラ10は2014年（平成26年）12月にさよなら運転を行い、同年中に廃車されナガラ1形は形式消滅した。

### 樽見鉄道への貸し出し
樽見鉄道では2010年（平成22年）2月に発生した踏切事故でハイモ295-315が運転不能となったことで車両不足が生じていた。このためナガラ10が同社に貸し出されることになり、2010年（平成22年）3月から10月まで運用された。

### 書籍
- 寺田 祐一『私鉄気動車30年』JTBパブリッシング、2006年。ISBN 4-533-06532-5。

### 雑誌記事
- 『鉄道ピクトリアル』通巻480号「新車年鑑1987年版」（1987年5月・電気車研究会）
  - 「’86年のニューフェイスたち 民鉄車両」 pp. 13-20
  - 藤井 信夫、大幡 哲海、岸上 明彦「各社別車両情勢」 pp. 118-130
  - 長良川鉄道（株）検修区長 宮地一二三「長良川鉄道 ナガラ1形」 pp. 152
  - 「民鉄車両諸元表」 pp. 202-203
  - 「竣工月日表」 pp. 203-215

- 『鉄道ピクトリアル』通巻496号「新車年鑑1988年版」（1988年5月・電気車研究会）
  - 藤井信夫、大幡哲海、岸上明彦「各社別車両情勢」 pp. 118-133
  - 「竣工月日表」 pp. 216-226

- 『鉄道ピクトリアル』通巻515号「<特集> 台車」（1989年8月・電気車研究会）
  - 吉川文夫「日本の鉄道車両 台車の歴史過程」 pp. 10-15

- 『鉄道ピクトリアル』通巻658号「<特集> レールバス」（1998年9月・電気車研究会）
  - 「第三セクター・私鉄向け 軽快気動車の発達 富士重工業」 pp. 28-31
  - 高嶋修一「第三セクター・私鉄向け軽快気動車の系譜」 pp. 42-55

- 『鉄道ピクトリアル』通巻676号「新車年鑑1999年版」（1999年10月・電気車研究会）
  - 藤井信夫、大幡哲海、岸上明彦「各社別車両情勢」 pp. 91-107
  - 「1998年度車両動向」 pp. 176-185

- 『鉄道ピクトリアル』通巻692号「新車年鑑2000年版」（2000年10月・電気車研究会）
  - 藤井 信夫、大幡 哲海、岸上 明彦「各社別車両情勢」 pp. 101-119
  - 「1999年度 車両動向」 pp. 187-201

- 『鉄道ピクトリアル』通巻708号「新車年鑑2001年版」（2001年10月・電気車研究会）
  - 藤井 信夫、大幡 哲海、岸上 明彦「各社別車両情勢」 pp. 93-109
  - 「2000年度 車両動向」 pp. 175-183

- 『鉄道ピクトリアル』通巻723号「鉄道車両年鑑2002年版」（2002年10月・電気車研究会）
  - 「2001年度 民鉄車両動向」 pp. 104-120
  - 「2001年度車両動向」 pp. 190-200

- 『レイルマガジン』通巻230号付録（2002年11月・ネコ・パブリッシング）
  - 岡田誠一「民鉄・第三セクター鉄道 現有気動車ガイドブック2002」 pp. 1-32

- 『鉄道ピクトリアル』通巻738号「鉄道車両年鑑2003年版」（2003年10月・電気車研究会）
  - 岸上 明彦「2002年度民鉄車両動向」 pp. 109-130
  - 「各社別新造・改造・廃車一覧」 pp. 208-219

- 『レイルマガジン』通巻250号（2004年7月・ネコ・パブリッシング）
  - 寺田 祐一「私鉄・三セク気動車 141形式・585輌の今!」 pp. 4-50

- 『鉄道ピクトリアル』通巻810号「鉄道車両年鑑2008年版」（2008年10月・電気車研究会）
  - 岸上 明彦「2007年度民鉄車両動向」 pp. 122-151
  - 「各社別新造・改造・廃車一覧」 pp. 242-255

- 『鉄道ピクトリアル』通巻825号「鉄道車両年鑑2009年版」（2009年10月・電気車研究会）
  - 岸上 明彦「2008年度民鉄車両動向」 pp. 108-134
  - 「各社別新造・改造・廃車一覧」 pp. 222-235

- 『鉄道ピクトリアル』通巻840号「鉄道車両年鑑2010年版」（2010年10月・電気車研究会）
  - 岸上 明彦「2009年度民鉄車両動向」 pp. 116-142
  - 「各社別新造・改造・廃車一覧」 pp. 212-225

- 『鉄道ピクトリアル』通巻923号「鉄道車両年鑑2016年版」（2016年10月・電気車研究会）
  - 岸上 明彦「2015年度民鉄車両動向」 pp. 93-123

- 寺田裕一「30年前の鉄道風景 国鉄・JR転換線探訪」『鉄道ファン』第699号、交友社、2019年7月、114 - 119頁。

### Web資料
- “長良川鉄道のナガラ10が樽見鉄道で営業運転に”.  railf.jp (2010年4月5日). 2017年7月3日閲覧。
- “「RAILWAYS」樽見鉄道ハイモ295-315”.   中京テレビ (2010年5月21日). 2017年7月3日閲覧。
- “ナガラ10、長良川鉄道に戻る”.   railf.jp (2010年4月5日). 2017年7月3日閲覧。
- “ナガラⅠ型さよなら運行”.   長良川鉄道. 2014年12月8日時点のオリジナルよりアーカイブ。2014年12月5日閲覧。
- “ナガラ10が、さよなら運転”.   railf.jp (2014年12月24日). 2017年9月20日閲覧。